# Phú Sơn, Tân Kỳ
Phú Sơn là một xã thuộc huyện Tân Kỳ, tỉnh Nghệ An, Việt Nam.
Xã Phú Sơn có diện tích 43,15 km², dân số năm 1999 là 4336 người, mật độ dân số đạt 100 người/km².